# ماركو برامبيا
ماركو برامبيا (بالإيطالية: Marco Brambilla)‏ هو مصور ومخرج إيطالي، ولد في 30 نوفمبر 1960 في ميلانو في إيطاليا.

## وصلات خارجية
- الموقع الرسمي
- ماركو برامبيا على موقع IMDb (الإنجليزية)
- ماركو برامبيا على موقع ألو سيني (الفرنسية)
- ماركو برامبيا على موقع أول موفي (الإنجليزية)
- ماركو برامبيا على موقع قاعدة بيانات الأفلام السويدية (السويدية)
- ماركو برامبيا على موقع قاعدة بيانات الفيلم (الإنجليزية)
- ماركو برامبيا على موقع كينوبويسك (الروسية)